# T. and T.
T. and T. was een Canadese detectiveserie die voor het eerst werd uitgezonden tussen 1988 en 1990. In totaal liep de serie drie seizoenen. Het werd de eerste hoofdrol in een televisieserie voor Mr. T na The A-Team, dat stopte in 1986.
De serie gaat over de privédetective Mr. T als T.S. Turner, die samenwerkt met advocate Amanda Taler. In elke aflevering lossen zij een misdaad op. 

## Rolverdeling
- Mr. T als T.S. Turner
- Alexandra Amini als Amanda “Amy” Taler (seizoen 1-2)
- Kristina Nicoll als Terri Taler (seizoen 3)
- Catherine Disher als secretaresse Sophie
- Ken James als Detective Jones
- Sean Roberge als Joe Casper
- Jackie Richardson als Tante Martha
- Rachael Crafword als nicht Renee
- David Hemblen als Detective Dick Hargrove